# 10049 Ворович
10049 Ворович (10049 Vorovich) — астероїд головного поясу, відкритий 3 жовтня 1986 року.
Тіссеранів параметр щодо Юпітера — 3,197.